# Anopsiostes punctatus
Anopsiostes punctatus är en skalbaggsart som beskrevs av Renaud Maurice Adrien Paulian 1982. Anopsiostes punctatus ingår i släktet Anopsiostes och familjen Hybosoridae. Inga underarter finns listade i Catalogue of Life.